# Karyn Kusama
Karyn McGuire Kusama (21 de março de 1968) é uma diretora de cinema independente norte-americano,mais conhecida pelo filme Girlfight,o qual ela escreveu,dirigiu e produziu. dentre seus trabalhos mais notaveis estão Æon Flux de 2005 e o Jennifer's Body de 2009.
Kusama cresceu em St. Louis,Missouriseu pai era Haruo Kusama,um psiquiatra infantil e a mãe Susan McGuire,uma psiquiatra educacional. Seu pai é japonês e sua mãe é branca.
Aos 27 anos,Kusama escreveu e dirigiu seu longa-metragem,Girlfight. Demorou dois anos para encontrar um investidor financiamento para a realização do filme,alegadamente devido à sua insistência de que a personagem principal seja uma Latina ao invés de permitir que o filme se torne um veículo para uma atriz branca se tornar conhecida.
O filme foi lançado em 2000 e ganhou o Prêmio do Diretor e o Prêmio do Grande Júri no Sundance Film Festival,assim como no Festival de Cinema de Cannes. O longa-metragem independente com um orçamento de cerca de US $ 1 milhão foi bem recebido.No entanto, trouxe apenas US $ 1.667.000,que foi considerado um retorno pobre; tornou-se um exemplo clássico do "efeito Sundance".
Em 2009,Kusama dirigiu o filme Jennifer's Body, que foi escrito por Diablo Cody e contou com a presença de Megan Fox e Amanda Seyfried no elenco principal. O filme arrecadou aproximadamente US $ 31.000.000 e foi produzido com um orçamento de cerca de US $ 16.000.000.